# Tjockfotsdvärgspindel
Tjockfotsdvärgspindel (Erigonoplus globipes) är en spindelart som först beskrevs av Ludwig Carl Christian Koch 1872.  Tjockfotsdvärgspindel ingår i släktet Erigonoplus och familjen täckvävarspindlar. Arten är reproducerande i Sverige. Inga underarter finns listade i Catalogue of Life.